# Centre d'Expertise des Techniques de l'Infrastructure de la Défense
Le Centre d'Expertise des Techniques de l'Infrastructure de la Défense (CETID), anciennement Service technique des bâtiments, fortifications et travaux (STBFT), est un organisme du Service d'infrastructure de la Défense (SID) du ministère des armées.
C’est un organisme d'expertise spécialisé dans les travaux d'infrastructure au profit de l'armée de terre au sein du génie puis des armées de terre, de l'air et de mer au sein du SID.

## Historique
Créé le 2 avril 1946 par note n° 72111/ministère des armées/DCG/1er Bureau/Section organisation, la Section Technique des Bâtiments, Fortifications et Travaux a pour vocation de remplacer quatre entités existant avant la deuxième guerre mondiale :
- Section technique des fortifications
- Section technique du Génie
- Section d'études
- Commission d'expériences

Ce nouvel organisme est subordonné au directeur central du génie, qui dirige le Service du génie.
Les missions qui lui sont alors confiées s'inscrivent alors dans un effort de reconstruction et de recherches sur les armes nouvelles : Il concevra les plans des nouveaux casernements, d'un abri antiatomique au profit de la sécurité civile, et participera aux essais nucléaires au Sahara. La STBFT participera ensuite aux grands projets de la défense (Tigre, Leclerc, ...) et s'impliquera dans le soutien en Opex.
En 1987, la STBFT devient le Service Technique des Bâtiments, Fortifications et Travaux.
À la suite de la fusion en 2005 des services constructeurs des trois armées au sein du Service d'infrastructure de la Défense, il est rattaché au secrétariat général pour l'administration.
Initié en 2010, un projet de réorganisation s'est achevé en janvier 2012 : le STBFT est devenu le CETID, Centre d'Expertise des Techniques de l'Infrastructure de la Défense.
Le CETID est composé de trois bureaux :
- Bureau d'Expertise des Champs et Stands de Tir (BECST);
- Bureau d'Expertise des Techniques Bâtimentaires et  Opérationnelles (BETBO);
- Bureau d'Expertise des Techniques de Protections et Sureté (BETPS).

Par l'Instruction n° 500305/ARM/SGA/DCSID/STG/SDPSI/BRMRI/SREG du 18 janvier 2021 relative aux attributions, à l’organisation et au fonctionnement du centre d’expertise des techniques de l’infrastructure de la défense, le CETID change son organisation pour faire face à sa montée en puissance technique. La nouvelle organisation se fait autour de trois départements d’expertise et d'un pôle référent :
- Département d'Expertise des Champs et Stands de Tir (DECST) ;
  - Homologation des infrastructures de tir.
  - Projets de régimes des champs et stands de tir.
  - Conformité des infrastructures de tir.
  - Octroi de dérogation aux règles techniques de sécurité.
  - Suivi et à la refonte de la documentation réglementaire.
  - Modifications ou créations d'infrastructures de tir.
- Département d'Expertise des Techniques Bâtimentaires et  Opérationnelles (DETBO), organisé en 6 pôles :
  - Pôle patrimoine architectural et urbain.
  - Pôle structures, bâtiments et ouvrages maritimes.
  - Pôle ingénierie eau - environnement.
  - Pôle ingénierie électrique.
  - Pôle architecture défense.
  - Pôle génie climatique - acoustique - incendie.

- Département d'Expertise des Techniques de Protections et Sureté (DETPS), organisé en 4 pôles :
  - Pôle dynamique des structures et pyrotechnie.
  - Pôle expérimentation des structures et pyrotechnie.
  - Pôle électromagnétisme, sûreté de fonctionnement et de l'information.
  - Pôle protection intrusion.
- Pôle Référent, regroupant 2 centre référents :
  - Centre référent « sécurité défense ».
  - Centre référent « dépôt de munitions ».

Depuis, les départements ont fusionné en une direction des opérations techniques d’infrastructure. 
L’ancienne division des systèmes d’information (Logiciels métier) de la DCSID a rejoint le CETID au sein de la direction des opérations des systèmes d’information. 
Un projet de décentralisation envisage le redéploiement du CETID en province, Angers probablement et en toute cohérence.

## Directeurs

### de la STBFT
- 1946 - 1947 : Colonel Bera
- 1947 - 1956 : Général Truc
- 1956 - 1961 : Général Dutheil
- 1961 - 1961 : Général Plenier
- 1964 - 1967 : Général Brisac
- 1967 - 1969 : Général Delecole
- 1969 - 1971 : Général Cussac
- 1971 - 1974 : Général Pencenat
- 1974 - 1978 : Général Branciard
- 1978 - 1981 : Général Michelet
- 1981 - 1985 : Général Bock
- 1985 - 1987 : Général Cressenville

### du STBFT

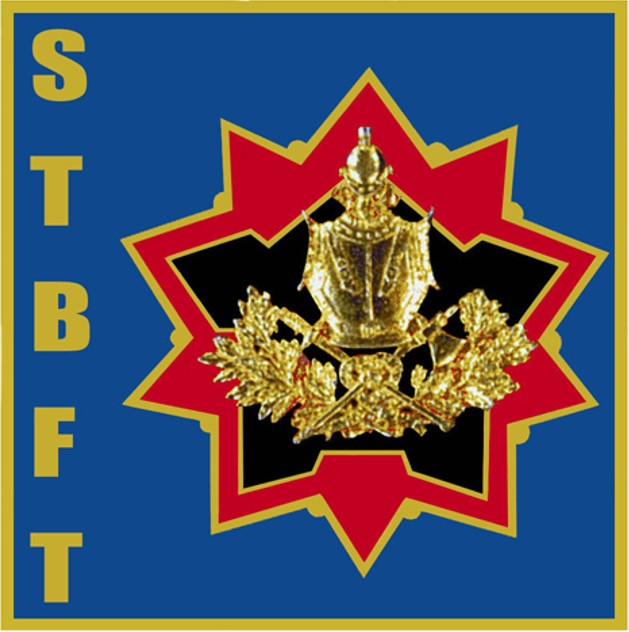
Insigne du STBFT

- 1987 - 1988 : Général Cressenville
- 1988 - 1990 : Général Hermet
- 1990 - 1992 : Général Cazeaud
- 1993 - 1995 : Général Françoise
- 1995 - 1995 : Colonel Prevost
- 1995 - 2000 : Colonel Estadieu
- 2000 - 2003 : Colonel Dubois
- 2003 - 2004 : Colonel Valo
- 2004 - 2008 : Colonel Verdier
- 2008 - 2010 : Colonel Tanière
- 2010 - 2012 : Ingénieur en chef Achard

### du CETID
- 2012 - 2012 : Ingénieur en chef Achard
- 2012 - 2015 : Ingénieur en chef Escoffier
- 2015 - 2019 : Ingénieur en chef Hemous
- 2019 - 2021 : Ingénieur en chef Régnier
- 2021 - 2024 : Ingénieur en chef Sebille
- 2024 : Ingénieur en chef Picaud

## Garnisons
- 1946 - 1996 : Paris (bureaux)
- 1946 - 1974 : Fort de l'Est (laboratoires)
- 1974 - 1996 : Fort de Vanves (laboratoires)
- 1996 - 2021 : Couvent des Récollets, Versailles, Yvelines (bureaux et laboratoires)